# GM3 (gangliozid)
GM3 (monosialodiheksozilgangliozid) je tip gangliozida. Slovo G označava gangliozid, a M monosijalinsku kiselinu, jer molekul sadrži jednu sijalinsku kiselinu. Numerisanje je zasnovano na relativnoj mobilnosti elektrofora među drugim monosijalinskim gangliozidima. GM3 struktura se u kondenzovanoj formi može napisati kao ---keramid.